# 德拉高·武科維奇
德拉高·武科維奇（1983年8月3日—）是一位克羅地亞手球運動員。他效力於斯普利特手球隊。他是2004年克羅地亞國家男子手球隊獲得奧運冠軍時的一員。